# Movimento Insieme
Il Movimento Insieme (in albanese Lëvizja BASHKË, BASHKË) è un partito politico di sinistra con sede in Albania. È stato fondato il 18 dicembre 2022 da membri e attivisti di quella che in precedenza era nota come Organizata Politike (OP), (letteralmente “l’Organizzazione Politica”).

## Storia
L’Organizata Politike è stata fondata il 21 gennaio 2011. Il nome “Organizata Politike” è nato per esprimere la convinzione del partito riguardo all’assenza di politica negli altri soggetti politici in Albania e il suo obiettivo di fare politica, sostenendo che i partiti politici non si occupano realmente di politica.
L’Organizata Politike fu l’iniziatrice del movimento Universiteti në Rrezik (Università in pericolo), che mirava a proteggere l’istruzione pubblica e i suoi valori emancipativi. Questo movimento prese il via quando il Partito Democratico di centro-destra, al potere, cercò di approvare una legge clientelare sull’istruzione superiore. Successivamente, l’Organizata Politike fondò Lëvizja Për Universitetin (Il movimento universitario) in risposta al tentativo del nuovo governo del Partito Socialista di centro-sinistra di approvare una legge simile, solo pochi mesi dopo aver vinto le elezioni.
Il pettirosso, Erithacus Rubecula, è stato scelto come simbolo di libertà e resistenza. Incarna la visione politica e organizzativa del movimento in un’Albania che, a loro dire, si sta rapidamente spopolando a causa dell’emigrazione, soprattutto dei giovani. Essere pettirossi, secondo il partito, significa restare in Albania, resistere, vivere con vigore e cantare, lavorando giorno dopo giorno per una società più giusta e democratica.
Il 18 dicembre 2022, gli attivisti dell'Organizata Politike hanno deciso di cambiare nome e diventare un partito politico, formando "Lëvizja BASHKË" (Movimento Insieme).
Nel 2023, il partito ha guidato le elezioni del sindaco di Tirana, dove il suo candidato, Arlind Qori, ha ottenuto il 4,77% dei voti totali. Grazie a questo risultato, il partito è riuscito a ottenere un seggio nel Consiglio comunale di Tirana.
Si sono registrati per candidarsi alle elezioni parlamentari del 2025, dove hanno ottenuto l’1,55% dei voti nazionali, assicurandosi un seggio in parlamento.

## Ideologia e piattaforma
Il Movimento Insieme è un partito politico progressista e di sinistra.

### Politica economica
BASHKË sostiene un notevole intervento statale nell’economia, soprattutto in settori strategici come l’agricoltura e l’estrazione e la lavorazione del petrolio e dei minerali (cromo e rame), risorse abbondanti in Albania. Il loro programma prevede la creazione di un Fondo sovrano e di una Banca di sviluppo per gestire e finanziare i settori menzionati, la ricostruzione della raffineria di petrolio di Ballsh e la partecipazione azionaria dei dipendenti nelle aziende statali per incentivare la produttività. Inoltre, si concentrano sulla lotta ai monopoli presenti in vari settori dell’economia albanese, come l’importazione e l’estrazione di carburante, l’importazione di prodotti elettronici e la raccolta di prodotti agricoli. Per stimolare l’imprenditorialità e l’innovazione, suggeriscono di fornire sussidi e benefici fiscali, come un’imposta sugli utili del 3%, alle aziende impegnate in processi di produzione di fascia alta, come quelle delle aziende di componenti per autoveicoli e di soluzioni software. In ambito agricolo, propongono di aumentare considerevolmente i sussidi per portarli al livello degli altri paesi della regione. Questi sussidi si concentrerebbero principalmente sul basso tasso di meccanizzazione delle aziende agricole albanesi e sui sussidi per fattori di produzione come i fertilizzanti per le colture. Infine, propongono un sistema fiscale progressivo con un’aliquota marginale che va dallo 0% per i lavoratori con salario minimo fino al 35% per i dipendenti che guadagnano più di 400.000 Lek al mese (4.050 euro).

### Politiche sociali
Uno dei temi più importanti su cui BASHKË si è concentrato è l’aumento delle pensioni per gli anziani, che attualmente sono le più basse in Europa. Propongono di indicizzare le pensioni e gli aiuti economici al “minimo vitale”, ovvero la cifra di cui una persona avrebbe bisogno per sopravvivere, calcolata dalle istituzioni statali e che attualmente si aggira intorno ai 220 euro. Per raggiungere il budget previsto per questo aumento, si impegnano a combattere la corruzione a tutti i livelli e a ridurre l’informalità nell’economia, dato che secondo stime internazionali circa il 44% dei dipendenti albanesi non è assicurato. Si battono inoltre per l’assistenza alle comunità rom ed egiziane in Albania, che sono in gran parte emarginate nella società albanese (molti membri di queste comunità non sono nemmeno registrati come cittadini) perché spesso non hanno risorse economiche, un alloggio adeguato, istruzione e occupazione. Anche l’aumento del bilancio per l’istruzione è stato uno degli obiettivi principali di BASHKË: il bilancio attuale si aggira intorno al 2,5% del PIL e si prevede di aumentarlo al 4%. Questo aumento verrebbe utilizzato principalmente per aumentare gli stipendi degli insegnanti e dei professori, in modo da incentivare i giovani a intraprendere questi studi e compensare così la carenza di educatori che l’Albania sta attualmente affrontando. Allo stesso modo, promettono un aumento della spesa sanitaria al 6% del PIL per aumentare gli stipendi dei professionisti medici, ridurre notevolmente i costi a carico dei pazienti, fornire medicinali di alta qualità a un prezzo accessibile e installare attrezzature mediche moderne negli ospedali pubblici.

### Politica giuridica
BASHKË si propone di creare un sistema giudiziario indipendente e di rispettare la separazione dei poteri, poiché ritiene che nella situazione attuale il sistema giudiziario in Albania sia fortemente influenzato da alti funzionari governativi. Altre riforme del sistema giudiziario da loro proposte includono: l’implementazione di spazi virtuali per i processi giudiziari al fine di aumentarne l’efficienza, l’abrogazione delle leggi sul partenariato pubblico-privato che, a loro avviso, hanno portato ad appalti con costi fortemente gonfiati per i contribuenti albanesi, e la creazione di un’”Agenzia anticorruzione e integrità”.

### Partecipazione democratica
In quanto partito progressista, BASHKË incoraggia fortemente misure per la parità di genere e pone grande enfasi sull’organizzazione sindacale dei lavoratori per migliorare le loro condizioni di lavoro. Le loro politiche includono la riduzione delle firme necessarie per iniziative legali e referendum, nonché la riduzione del numero di lavoratori necessari per formare un sindacato in un’azienda. Per quanto riguarda la parità di genere, sostengono campagne di sensibilizzazione sulla violenza domestica, un fenomeno molto diffuso in Albania. Tra le soluzioni a questo problema rientrano l’integrazione delle donne in età lavorativa nel mondo del lavoro, l’assistenza alle vittime di abusi e la creazione di strutture specializzate. Inoltre, mirano a ridurre la povertà attraverso una tassazione progressiva e una ridistribuzione sotto forma di servizi pubblici e alloggi.

## Struttura
Lëvizja BASHKË è un partito composto da consiglieri e membri. I consiglieri vengono eletti democraticamente tramite il voto di tutti gli iscritti al congresso del partito, che si tiene ogni due anni. Sono responsabili dell'approvazione delle liste elettorali del partito, della quota annuale degli iscritti, delle partnership con altre organizzazioni e dell'attuazione del programma e della strategia del partito.

## Risultati elettorali
| Elezione          | Leader      | Voti   | %    | Seggi   |
| ----------------- | ----------- | ------ | ---- | ------- |
| Parlamentari 2025 | Arlind Qori | 24,616 | 1,59 | 1 / 140 |